# Jesús Gil Vilda
Jesús Gil Vida (Saragossa, 21 de maig de 1971) és un químic, escriptor i guionista de cinema aragonès establert a Barcelona.
Llicenciat en Ciències Químiques per la Universitat de Saragossa el 1995 i ha treballat com a cap de vendes a diverses empreses del sector químic. El 2009 va guanyar el Gaudí al millor guió juntament amb Xavi Puebla pel de la pel·lícula Benvingut a Farewell-Gutmann, i el premi al millor guió al Festival Internacional de Cinema de Mont-real de 2008. Aquest fet que el va encoratjar a escriure algunes novel·les on mostra el costat més tèrbol del món laboral. El 2012 va tornar a escriure amb Xavi Puebla el guió d' A puerta fría, amb que va guanyar el premi al millor guió al Festival de Cinema d'Espanya de Tolosa de Llenguadoc i el premi de la crítica al Festival de Màlaga. Habitualment col·labora a la revista Núvol i al Heraldo de Aragón

## Llibres
- Crisis de gran mal (El Aleph, 2011)
- A las afueras del mundo (Destino, 2015)